# Utolsó vérig
Az Utolsó vérig (eredeti cím: El rostro de la venganza) 2012 és 2013 között vetített amerikai telenovella, amit Sebastián Arrau alkotott. A főbb szerepekben Saúl Lisazo, Maritza Rodríguez, Elizabeth Gutierrez, David Chocarro és Marlene Favela látható.
Amerikában 2012. július 30-án a Telemundo, Magyarországon az RTL II mutatta be 2014. február 6-tól.

## Cselekmény
A vád szerint Diego Mercader nyolcévesen lelőtte hét társát az iskolában. Ezután mindenki csak pokolfajzatként emlegette. Húsz évnyi börtönt követően pszichológusa, Antonia Villaroel úgy gondolja, visszatérhet a társadalomba. A rabságban férfivá érett Diego nem emlékszik a múltjában történt szörnyűségekre. A börtönből szabadulva új személyazonossággal azonban megpróbálja tisztázni múltját. Antonia és Diego között kölcsönös vonzalom alakul ki. Az új életet kezdő férfi Antonia támogatása mellett Ezequiel Alvarado üzletember hathatós segítségére is számíthat. Ám a sajtó és Veronica Baeza folyamatosan megnehezítik az életét csakúgy mint Luciano Ezequiel fia aki Mariana segítségével akarja Diegot Ezequiel ellen fordítani.

## Szereplők
| Színész                 | Szerep                                                        | Megjegyzés                                                                            | Magyar hang        |
| ----------------------- | ------------------------------------------------------------- | ------------------------------------------------------------------------------------- | ------------------ |
| Saúl Lisazo             | Ezequiel Álvarado                                             | Luciano, Katerina és Marcos édesapja, Eliana fia, Mariana vőlegénye                   | Jakab Csaba        |
| Maritza Rodríguez       | Dr. Antonia Villarroel                                        | Pszichológus, Daniel lánya, Diego szerelme, Valeria megöli                            | Kökényessy Ági     |
| Elizabeth Gutiérrez     | Mariana San Lucas                                             | Modell, Ezequiel menyasszonya, Alicia megöli                                          | Solecki Janka      |
| David Chocarro          | Martín Méndez / Diego Mercader 'Pokolfajzat'                  | Sonia és Juan fia, Diana ikertestvére, Omar testvére                                  | Varga Gábor        |
| Marlene Favela          | Alicia Ferrer / Eva Samaniego                                 | Valeria és Federico lánya, valójában Valeria és Ezequiel lánya, Miguel Ángel testvére | Sipos Eszter Anna  |
| Jonathan Islas          | Luciano Álvarado                                              | Ezequiel és Laura fia, Katerina és Marcos testvére, Diana szerelme                    | Szabó Máté         |
| Felicia Mercado         | Valeria Sameniego                                             | Federico felesége, Eva és Miguel Ángel édesanyja                                      | Farkasinszky Edit  |
| Roberto Mateos          | Federico Samaniego                                            | Valeria férje, Eva és Miguel Ángel édesapja                                           | Megyeri János      |
| Gabriela Rivero         | Laura Cruz 'Francisca'                                        | Ezequiel felesége, Luciano, Marcos és Katerina édesanyja                              | Dudás Eszter       |
| Eduardo Serrano         | Juan Mercader                                                 | Sonia férje, Diego, Diana és Omar édesapja                                            | Forgács Gábor      |
| Rebeca Manríquez        | Sonia Castro                                                  | Juan felesége, Diego, Diana és Omar édesanyja                                         | Szórádi Erika      |
| Kimberly Dos Ramos      | Katerina Álvarado                                             | Ezequiel és Laura lánya, Luciano és Marcos testvére                                   | Vadász Bea         |
| José Guillermo Cortines | Alex Maldonado                                                | Pszichológus, Natalia férje, Diego iskolatársa                                        | Sótonyi Gábor      |
| Cynthia Olavarría       | Diana Mercader                                                | Sonia és Juan lánya, Diego ikertestvére, Omar testvére, Luciano szerelme              | Kelemen Kata       |
| Jacqueline Márquez      | Tania Stuardo                                                 | Diego iskolatársa, Andrés édesanyja                                                   | Pap Katalin        |
| Wanda D’Isidoro         | Verónica Baeza                                                | Tévériporter                                                                          | Zakariás Éva       |
| Dayana Garroz           | Carolina Pinto                                                | Modell, Diego iskolatársa, Alex szeretője                                             | Törtei Tünde       |
| Paloma Márquez          | Natalia García                                                | Alex felesége, Diego iskolatársa                                                      | Dögei Éva          |
| Chela Arias             | Eliana Álvarado                                               | Ezequiel édesanyja                                                                    | Menszátor Magdolna |
| Marta Mijares           | Manuela Cruz                                                  | Laura édesanyja                                                                       | Tóth Judit         |
| Héctor Fuentes          | Salvador                                                      | Bűnöző, Ezequiel bűntársa                                                             | Orosz István       |
| Rafael León             | Marcos Álvarado                                               | Ezequiel és Laura fia, Luciano és Katerina testvére                                   | Hamvas Dániel      |
| Christian Carabías      | Omar Mercader                                                 | Sonia és Juan fia, Diego és Diana testvére, Juanito édesapja                          | Bor László         |
| William Valdés          | Miguel Ángel Samaniego                                        | Federico és Valeria fia, Eva testvére                                                 | Czető Roland       |
| Jorge Eduardo García    | Juanito Mercader / Diego Mercader (gyerek) 'El Niño Monstruo' | Omar fia / Sonia és Juan fia                                                          | Pál Dániel Máté    |
| Paulo César Quevedo     | Tomás Buenaventura                                            | Rendőr                                                                                |                    |
| Rodrigo de la Rosa      | Víctor Leyton                                                 | Pszichopata, rab a börtönben                                                          | Markovics Tamás    |
| Lorena Gómez            | Sandra Arriagada                                              | Rendőr                                                                                | Kisfalvi Krisztina |
| Sandra Destenave        | Marcia Rey                                                    | Pszichológus                                                                          | Kiss Eszter        |
| Jessica Cerezo          | Patricia Valdes                                               | Diego iskolatársa                                                                     | Fésűs Bea          |
| Natacha Guerra          | Alejandra Moreno                                              | Diego iskolatársa                                                                     | Nyírő Eszter       |
| Jalymar Salomón         | Rafaela Carrasco                                              | Martín ügyvédje                                                                       |                    |
| Yina Vélez              | Marcela Llanos                                                | Verónica barátnője                                                                    | Sági Tímea         |
| Juan Cepero             | Daniel Villarroel                                             |                                                                                       | Jantyik Csaba      |
| Gustavo Pedraza         | Jorge Castillo                                                | Pszichológus                                                                          | Renácz Zoltán      |

## Érdekességek
- Maritza Rodríguez , Elizabeth Gutiérrez és José Guillermo Cortines már játszottak együtt A bosszú álarca című sorozatban.
- Maritza Rodríguez, David Chocarro és Felicia Mercado már játszottak együtt a Zárt ajtók mögött című sorozatban.
- Marlene Favela, José Guillermo Cortines és Gabriela Rivero már játszottak együtt a Csók és csata című sorozatban.
- Jonathan Islas, Kimberly Dos Ramos és Sandra Destenave a későbbiekben ismét együtt játszottak az Éld az életem! című sorozatban.

## Fordítás
- Ez a szócikk részben vagy egészben  az   El Rostro de la Venganza című angol Wikipédia-szócikk fordításán alapul.  Az eredeti cikk szerkesztőit annak laptörténete sorolja fel. Ez a jelzés csupán a megfogalmazás eredetét és a szerzői jogokat jelzi, nem szolgál a cikkben szereplő információk forrásmegjelöléseként.